# 埼玉県立川越総合高等学校
埼玉県立川越総合高等学校（さいたまけんりつ かわごえそうごうこうとうがっこう）は、埼玉県川越市小仙波町に所在する公立の高等学校。通称は「川総」（かわそう）。

## 概要
2020年に創立100年を迎えた。元々は埼玉県立川越農業高校として農業の専門高校であったが、総合学科への改編によりあわせて校名を「川越総合高校」に変更した。
食品系、農業系、バイオテクノロジーなど単位制高校ならではの授業を受けることができる。また、農業系の大会である農業鑑定競技や意見発表会でも成績を残している。
生徒数は、2021年現在で683名（男子157名・女子526名）で、女子生徒の方が多い。

## 設置学科
- 総合学科
  - 農業科学系列
  - 食品科学系列
  - 生命科学系列
  - 環境創造系列
  - 生物活用系列
  - 生活デザイン系列

## 沿革
- 1920年（大正09年）04月01日 - 埼玉県立蚕業学校設置
- 1934年（昭和09年）04月01日 - 校名を埼玉県立農蚕学校に変更
- 1939年（昭和14年）05月01日 - 校名を埼玉県立川越農蚕学校に変更
- 1948年（昭和23年）04月01日 - 校名を埼玉県立川越農業高等学校に変更
- 1950年（昭和25年）04月01日 - 男女共学となり第１回女子入学、農村家庭科設置
- 1956年（昭和31年）04月01日 - 農業土木科設置
- 1973年（昭和48年）04月01日 - 農業科ならびに園芸科を共学とする
- 1986年（昭和61年）04月01日 - 農業土木科募集停止、環境土木科１学級新設
- 1987年（昭和62年）04月01日 - 生活科３学級のうち１学級を減じ、食品科１学級新設
- 1990年（平成02年）04月01日 - 生活科募集停止、生活技術科２学級新設
- 1993年（平成05年）04月01日 - 園芸科２学級のうち１学級を減じ、生物生産工学科１学級を新設
- 1996年（平成08年）04月01日 - 総合学科設置により校名を埼玉県立川越総合高等学校に変更
- 1997年（平成09年）03月28日 - 総合学科実習棟竣工

## 施設
- 名細（なぐわし）農場

名細農場は、本校より片道約6kmの位置にあり、約68,000㎡の広大な敷地に、水田・畑・果樹園・温室など、農業実習を行うための様々な施設・圃場が整備されている。本校では、授業で行われる農業実習の一部を名細農場で行っており、実習の際は、学校と農場の間を実習専用のスクールバスで往復する。
- 鶏舎

農業科目の実習でつかわれるニワトリやウサギを飼育している。

## 部活動
バレーボール部は女子のみ活動中。JRC部は、Junior Red Cross（青少年赤十字）のことで、ボランティア活動を中心に行っている。
- 運動部

野球部、陸上競技部、ソフトボール部、ソフトテニス部（男女）、バスケットボール部（男女）、バレーボール部（女子）、バドミントン部、卓球部、剣道部、弓道部（男女）
- 文化部

茶道部、華道部、文芸部、美術部、書道部、写真部、科学部、演劇部、吹奏楽部、JRC（青少年赤十字）、FFJクラブ

## 著名な出身者
- 大野松茂 ‐ 元衆議院議員（自由民主党）、元内閣官房副長官、元自民党埼玉県議会議長、元埼玉県狭山市長、元埼玉県議会議員（自由民主党）

## 交通
- JR川越線・東武東上線川越駅より徒歩15分
- 西武新宿線本川越駅徒歩15分
- 東武東上線川越市駅より徒歩20分